# Albert Gobat

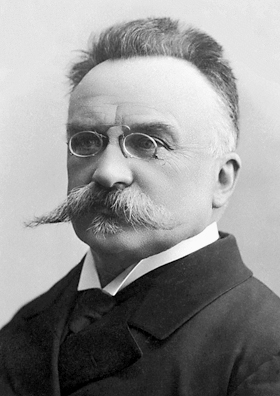
Albert Gobat

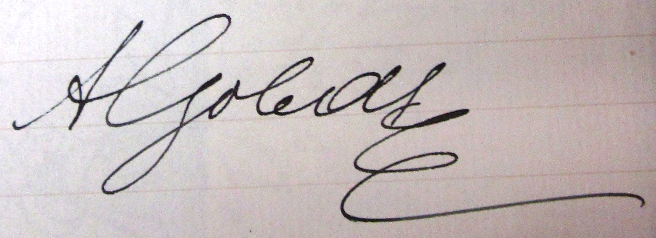
A. Gobats Unterschrift

Charles Albert Gobat (* 21. Mai 1843 in Tramelan, Kanton Bern; † 16. März 1914 in Bern) war ein Schweizer Politiker und Friedensnobelpreisträger (1902).

## Leben und Beruf
Sein Vater war protestantischer Pfarrer, sein Onkel Samuel Gobat evangelischer Bischof von Jerusalem und sein Schwager war der Mediziner und Politiker Friedrich Abraham Stock. Er besuchte die Primarschule in Tramelan, die Herrnhuter Internatsschule Korntal bei Stuttgart und das Progymnasium in La Neuveville. Danach absolvierte er das Pädagogium in Basel, wo er 1862 die Maturität ablegte. Von 1862 bis 1864 studierte er Rechtswissenschaften, Geschichte und Literatur an der Universität Basel und promovierte 1864 an der Universität Heidelberg zum Doktor des Rechts. Er setzte seine Rechtsstudien in Paris fort. 1866 wurde er in Basel habilitiert. Ab 1867 war er in Bern in einem Anwaltsbüro tätig und erwarb dort auch das Fürsprecherpatent. 1867/68 lehrte er als Privatdozent französisches Zivilrecht an der Universität Bern. 1868 übernahm er das Anwaltsbüro von Édouard Carlin in Delsberg.

## Politik
Gobat startete seine politische Laufbahn 1882 als freisinniger Grossrat des Kantons Bern. Von 1882 bis 1912 war er auch Mitglied des Regierungsrats, wobei er bis 1906 die Erziehungsdirektion und danach die Direktion des Inneren führte. Seine Hochschulpolitik und die Gymnasialreform verschafften ihm nicht nur Freunde, so vertrat und förderte er eine katholisch-theologische Fakultät, die in wissenschaftlicher Freiheit unabhängig vom päpstlichen Lehramt forschen sollte. Etwas weniger umstritten waren hingegen seine Verdienste um die Schulreform (Primarschulgesetz von 1849), die Reorganisation der Lehrerbildungsanstalten, die materielle Besserstellung der Lehrer und vor allem die Abschaffung der Prügelstrafe. In der Periode von 1886 bis 1887 war Gobat Vorsitzender der Kantonsregierung von Bern und wurde 1883 in den Verfassungsrat gewählt. 1884 wählte ihn die Berner Regierung als Ständerat in das Schweizer Parlament, nach den Parlamentswahlen 1890 wechselte er in den Nationalrat, wo er bis zu seinem Tod 1914 blieb. Er ist auf dem Berner Bremgartenfriedhof begraben.

## Sachwalter des Friedens

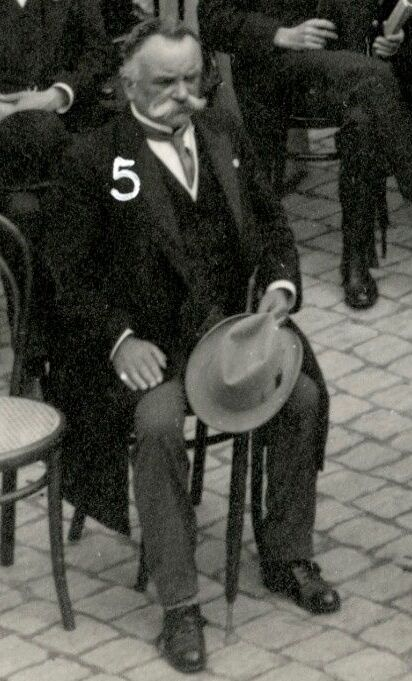
Charles Albert Gobat (1913)

1889 gehörte Gobat in Paris zu den Teilnehmern der Gründungsversammlung der Interparlamentarischen Union. Deren Eintreten für den Frieden durch die Einsetzung von Schiedsgerichten in Fällen von internationalen Konflikten wurde für ihn zum Mittelpunkt seines öffentlichen Wirkens. Gobat organisierte die 4. Konferenz der Interparlamentarischen Union in Bern, 1892. Hier wurde ihm die Leitung des neu gegründeten Zentralbüros der Union übertragen. Diesen Posten bekleidete Gobat bis zu seinem Tod. Nach dem Tod von Élie Ducommun 1906 übernahm er auch die Leitung des Internationalen Friedensbüros, so wurde er zum einflussreichsten europäischen «Sachwalter des Friedens». Das Ständige Internationale Friedensbüro (Bureau International Permanent de la Paix) erhielt 1910 den Friedensnobelpreis.
Am 10. Dezember 1902 erhielt Albert Gobat zusammen mit Élie Ducommun den Friedensnobelpreis für seine Tätigkeit in der Interparlamentarischen Union. Diese Auszeichnung spornte ihn an, sich noch intensiver für den Frieden einzusetzen. Gobat nutzte sein Renommee, das ihm dieser Preis verschaffte, und mischte sich in aktuelle Konflikte ein. Auf internationalen Kongressen kämpfte er vor dem Ersten Weltkrieg für die Schiedsgerichtsidee und die Abrüstung. Bei einem Empfang im Weissen Haus 1904 machte er bei Präsident Theodore Roosevelt einen entsprechenden Vorstoss. Besonders am Herzen lag ihm die Versöhnung zwischen Frankreich und dem Deutschen Reich, wie seine erfolglosen Bemühungen um die Lösung der Elsass-Lothringen-Frage zeigten.
Seine Tochter Marguerite Gobat (1870–1937) unterstützte ihren Vater bei seinen Aufgaben, vor allem im Internationalen Friedensbüro. 1915 wurde sie berufen, die Leitung des Büros des Frauenweltbunds zur Förderung internationaler Eintracht in Genf zu übernehmen. Gleichzeitig war sie in der Internationalen Frauenliga für Frieden und Freiheit aktiv. Sie stand auch der Suffragettenbewegung nahe. 1918 wandte sie sich der Bildung zu und begann zu unterrichten. 1928 eröffnete sie in Magglingen ein Heim für die Erziehung von Kindern jeglicher nationalen und sozialen Herkunft.

## Kanton Bern ehrt Albert Gobat
2021 wurde im Berner Rathaus ein Kunstwerk zu Ehren von Albert Gobat enthüllt. Die Künstlerin Esther van der Bie hat den Kunst-am-Bau-Wettbewerb gewonnen. Ihr 100 cm × 554 cm grosses Auftragswerk mit dem Titel «Der Friedensprozess: Charles-Albert Gobat» überragt die Treppe, die von der Rathaushalle zum Grossratssaal führt.

## Werke
- La République de Berne et la France pendant les guerres de religion. Paris 1891.
- L’Histoire de la Suisse racontée au peuple. Neuenburg 1900.
- The International Parliament. In: The Independent. 1903.
- Croquis et impressions d’Amérique. Bern 1904.
- Développement du Bureau international permanent de la paix. Bern 1910.
- Le Cauchemar de l’Europe. Strassburg 1911.